# Ander Izagirre
Ander Izagirre Olaizola (San Sebastián, España, 26 de febrero de 1976) es un periodista y escritor español en castellano y euskera en el ámbito del periodismo narrativo. También suele escribir de ciclismo y viajes.
Publica sus reportajes en diversos medios internacionales, en revistas y webs como Altaïr, CNN, Jot Down, Papel, National Geographic, Pie Izquierdo o Popoli; y diarios como El País, El Diario Vasco, El Correo, los del Grupo Noticias o Berria. Ha trabajado para las emisoras Radio Euskadi y Euskadi Irratia, y para la cadena Euskal Telebista.
Escribe el blog "Periodismo con botas".
Recibió el Premio Europeo de Prensa en 2015 por su reportaje para El País 'Así se fabrican guerrilleros muertos' sobre crímenes militares durante el conflicto colombiano  y el Premio Euskadi de Literatura en 2017 por el libro "Potosí", publicado por Libros del K.O., sobre las condiciones de la minería boliviana.

## Reportajes
Entre sus reportajes ha tocado temas como: las víctimas del conflicto de Colombia, los supervivientes de Chernóbil, los hablantes de lenguas en peligro de extinción en México, los habitantes de las islas de Panamá amenazados por la subida del mar, los sicilianos que se rebelaron contra la Mafia, el campesino que ordeñó la niebla para salvar la sequía en la isla de El Hierro, las madres guaraníes futbolistas, los porteadores en los ochomiles de Pakistán, los refugiados saharuis de Argelia, los niños mineros de Bolivia, los inuit de Groenlandia, la serie “Cuidadores de mundos” del País Vasco y Navarra, el viaje Vespaña (la vuelta a España en vespa) y la expedición Pangea (el viaje a la depresión más profunda de cada continente).

## Libros

#### En castellano
- El testamento del chacal, Laertes, 2003
- Plomo en los bolsillos, 2005, reeditado por Libros del K.O. en 2012
- Los sótanos del mundo, Libros del K.O., Madrid, 2005
- Cuidadores de mundos, Altaïr, 2008
- Groenlandia cruje (y tres historias islandesas), eCicero, 2012
- Mi abuela y diez más, Libros del K.O., Madrid, 2013
- Regreso a Chernóbil, Gaumin, 2014
- Cansasuelos, seis días a pie por los Apeninos, Libros del K.O., Madrid, 2015[3]
- El siglo de Luis Ortiz Alfau, Servicio Central de Publicaciones del Gobierno Vasco, 2016
- Potosí, Libros del K.O., Madrid, 2017
- Pirenaica, Geoplaneta, 2018
- Cómo ganar el Giro bebiendo sangre de buey, Libros del K.O., Madrid, 2022
- Vuelta al país de Elkano, Libros del K.O., Madrid, 2022
- Subcampeón, Libros del K.O., Madrid, 2023

#### En euskera
- Beruna patrikan, traducido por Julen Gabiria, Libros del K.O., Madrid, 2015
- Apaiz gerrillariaren ezkutalekua, Elkar, (2015)
- Txernobil txiki bat etxe bakoitzean (2014)
- Amona eta beste hamar, traducido por Julen Gabiria, Libros del K.O., Madrid, 2018
- Luis Ortiz Alfauren mendea, Eusko Jaurlaritzaren Argitalpen Zerbitzu Nagusia, (2018)

#### Guías
- Todos los caminos de Santiago que cruzan Euskal Herria, Sua Edizioak, 2014
- Donostia-San Sebastián a pie, Sua Edizioak, 2013, traducida al francés y al inglés en 2016
- Trekking de la costa vasca, Sua Edizioak, 2009, traducida al francés en 2012
- Oiartzun Taupadak, Oiartzungo Udala, 2007

## Premios
- Premio Rikardo Arregi, al mejor periodista joven en euskera del año 2001, por las crónicas publicadas en el semanario Zabalik sobre el viaje por las depresiones más profundas del mundo.[4]

- Premio Marca de literatura deportiva en 2004, por el libro Plomo en los bolsillos (Penurias, malandanzas, fanfarronadas, locuras, traiciones, alegrías, hazañas, tragedias y sorpresas del Tour de Francia).[5]

- Premio Manos Unidas de periodismo en 2010, por su reportaje sobre los niños que trabajan en las minas bolivianas.[6]

- Premio Mikel Essery de relatos de viajes en 2010, por su reportaje "Groenlandia cruje".[7]

- Premio de la Asociación de la Prensa de Madrid 2010, por el reportaje “Mineritos”.[8]

- Premio Trinidad Arroyo de periodismo 2010, por el reportaje “Las madres guaraníes saltan a la cancha”.[9]

- Premio Gomis de periodismo solidario 2011, por los reportajes “Mineritos”, “Las madres guaraníes saltan a la cancha” y "Once voces en el desierto".[10]

- Premio Joven 2011 de Comunicación (de la Universidad Complutense de Madrid), por el conjunto de sus reportajes sobre Pakistán, Groenlandia y Bolivia.[11]

- Premio iRedes Letras Enredadas 2013[12]
- Premio La Buena Prensa 2015, por el conjunto de sus reportajes sobre Chernóbil, Panamá y Colombia.[13]

- Premio Europeo de Prensa 2015, por el reportaje ‘Así se fabrican guerrilleros muertos’[14]
- Premio Euskadi de Literatura 2017, en la modalidad de ensayo en castellano, por el libro Potosí.[2]
- II Premio Nacional de Periodismo Deportivo ‘Manuel Alcántara’ 2019.
- Premio Ryszard Kapuscinski de Reportaje Literario 2022, por el libro Potosí.[15]

- Premio Euskadi de Literatura por su ensayo Vuelta al país de Elkano (2023).[16]